# Join Together (verzamelalbum)
Join Together is een periodeverzameling van de Britse rockband The Who. Het album bestaat uitsluitend uit rarities (zeldzaamheden), zoals singles of B-kanten hiervan. De singles zijn uitgegeven in de periode tussen 1970 - 1973. "Join Together" werd door platenmaatschappij Polydor Records in 1982 uitgegeven. In 1990 werd er overigens nog een andere plaat uitgegeven met dezelfde titel. Deze bestond slechts uit materiaal van de tournee uit 1989.

## Track listing
Alle nummers zijn geschreven door Pete Townshend, tenzij anders aangegeven.
1. "Join Together" – 4:17 Single uitgegeven in juni 1972
2. "I Don't Even Know Myself" – 4:30 B-kant van "Won't Get Fooled Again" juli 1971
3. "Heaven & Hell" (Entwistle) – 3:35 B-kant van "Summertime Blues" juni 1970
4. "When I Was A Boy" (Entwistle) – 3:30 B-kant van "Let's See Action" oktober 1971
5. "Let's See Action" – 3:58 Single uitgegeven in oktober 1971
6. "Relay" – 3:38 Single uitgegeven in november 1972
7. "Wasp Man" (Moon) – 3:02 B-kant van "Relay" november 1972
8. "Here For More" (Daltrey) – 2:24 B-kant van "The Seeker" april 1970
9. "Water" – 4:39 B-kant van "5.15" oktober 1973
10. "Baby Don't Do It" (Holland/Dozier) – 6:09 B-kant van "Join Together" juni 1972